# 尤拉科爾奧爾科山 (阿雷基帕大區)
15°12′16″S 72°32′31″W / 15.20444°S 72.54194°W
尤拉科爾奧爾科山（Yuraq Urqu），是秘魯的山峰，位於該國南部阿雷基帕大區，由薩拉曼卡區和普伊卡區負責管轄，屬於安地斯山脈的一部分，海拔高度4,985米。